# Moriorski jezik
Moriorski jezik, izumrli jezik izumrlog naroda Moriora, domorodaca Chathamskih otoka u Tihom oceanu (Rēkohu na moriorskom, Wharekauri na maorskom). Posljednji govornik bio je Hirawanu Tapu koji je preminuo u svibnju 1900. godine.
Maori, poznati kao okrutni ratnici i kanibali, izvršili su 1830-ih pravi genocid nad miroljubivim golorukim Moriorima. Obredno su ubili oko 10% stanovništva, nabijajući na kolac muškarce, žene i djecu bez razlike i ostavljajući ih na plažama danima umirati u velikim bolovima. Jeli su moriorska trupla i tjerali Moriore mokriti po svojim svetištima. Zabranili su im rabiti svoj jezik i međusobno se vjenčavati, čime su se pobrinuli da izumru. Samo 101 Morior ostao je na otocima 1862. godine. Samuel Deighton, stalni sudac na Chathamskim otocima od 1873. do 1891., sastavio je kratak rječnik moriorskih riječi uz njihove maorske i engleske ekvivalente. Rječnik je godine 1989. objavio novozelandski povjesničar Michael King u djelu Moriori, ponovno otkriven narod (Moriori: A People Rediscovered). Jezik je djelomično rekonstruiran u dokumentarcu Barryja Barclaya Pera mira (The Feathers of Peace) iz 2000. godine. Jezik se od 2001. pokušava oživjeti, sastavljena je baza riječi koja je pohranjena i u internetskom Polinezijskom leksikonu (POLLEX). Na popisu stanovništva 2006. 945 Novozelanđana izjasnilo se pod moriorskim etničkim imenom, dok ih je po popisu 1901. bilo samo 35. Posljednji čistokrvni pripadnik naroda Tommy Solomon umro je 1933. godine.